# Ludwig Hasenzahl

Ludwig Hasenzahl

Ludwig Hasenzahl (* 13. Juni 1876 in Erbach (Odenwald); † 1. April 1950 in Bad König) war ein deutscher Politiker (SPD).

## Leben und Wirken
Nach dem Besuch der Volksschule erlernte Hasenzahl von 1890 bis 1893 das Elfenbeinschnitzerhandwerk. Er besuchte vier Semester lang die Fachschule in Erbach. Danach reiste er einige Jahre lang zur Weiterbildung „in die Fremde“. Anschließend kehrte Hasenzahl in seine Heimat zurück, wo er sich als Handwerker niederließ. 1908 wurde Hasenzahl, der seit den 1890er Jahren der SPD angehörte, Mitglied des Erbacher Stadtrates. Von 1912 bis 1918 war er Abgeordneter des Wahlkreises Großherzogtum Hessen 6 (Bensheim – Erbach) im Deutschen Reichstag.
Nachdem Hasenzahl von 1897 bis 1899 dem Kaiser-Wilhelm-Regiment 116 in Gießen angehört hatte, nahm er vom Januar 1915 bis zum Februar 1916 mit verschiedenen Landsturmbataillonen am Ersten Weltkrieg teil.
Nach der Novemberrevolution von 1918 wurde Hasenzahl Vorsitzender des Arbeiter- und Soldatenrates in Erbach. Vom Januar 1919 bis Juni 1920 saß er dann als Abgeordneter in der Weimarer Nationalversammlung. Nach parteiinternen Auseinandersetzungen wurde Hasenzahl 1922 aus der SPD ausgeschlossen. Danach trat er nicht mehr öffentlich hervor.